# Großglockner

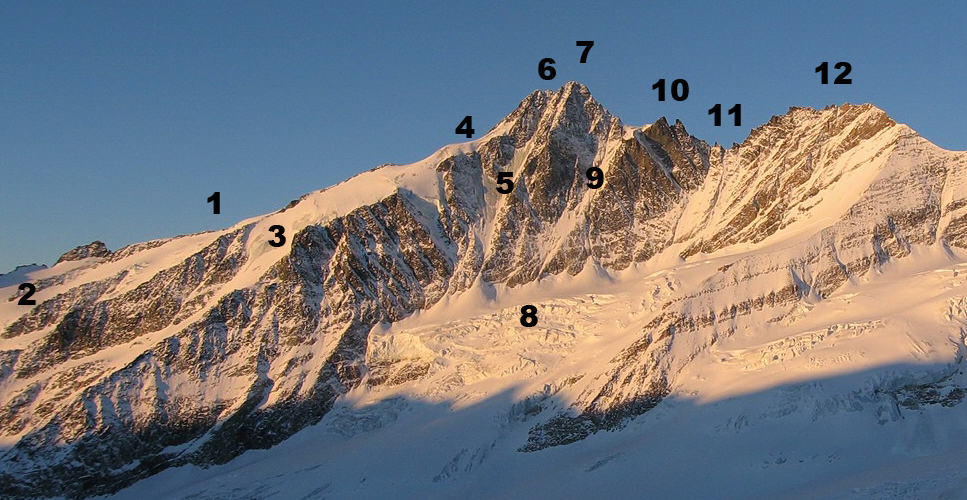
A hegycsoport északkeleti oldala 1=Adlersruhe, 2=Hofmannskees, 3=Kleinglocknerkees, 4=Glocknerleitl, 5=Pallavicinirinne, 6=Kleinglockner, 7=Großglockner. 8=Glocknerkees, 9=Berglerrinne, 10=Glocknerhorn (balra) és Teufelshorn (jobbra), 11= Alacsony-Glocknerscharte, 12=Glocknerwand

A Großglockner (gyakran egyszerűen Glockner) Ausztria legmagasabb hegycsúcsa. 3798 méter magas, a Középső-Alpok kristályos zónájában elhelyezkedő Magas-Tauern hegység központi részén – Glockner-csoport – található. A hegycsoportról indul Ausztria leghosszabb gleccsere, a 8,3 km hosszú és helyenként 5 km széles Pasterze. Népszerű célpontja a hegymászóknak, évente átlagosan 5 ezren másszák meg, illetve a hegyláb közelében halad a Großglockner magashegyi-út, mely szintén népszerű turistacélpont.

## Nevének eredete
Egy bécsi térképész, Wolfgang Lazius 1561-ben készített térképen feltűnik a Glockener név. Egy 1583-ban keletkezett a kalsi kerületi bíróság leírása Glogger néven említi, ami az első okmány, amely az első a hegynevet hitelesen megemlítő okirat. A 18. században az immár Glockner névvel a Magas-Tauern itteni hegygerincét, nemcsak a csúcsot nevezték így. A szűkebben vett hegycsúcsot Glöcknerberg szóval jelölték. Az Atlas Tyrolensisben  Peter Anich és Blasius Hueber Glockner-hegynek nevezi. A Groß-, vagyis „nagy” szót az 1799-es expedíció után kapta.
A Glocken szó jelentése németül harang, ám az, hogy hogyan lett ez a szó a hegy neve, arról egy sor hipotézis létezik. Egy elmélet szerint a hegynek a formája leginkább egy harangra hasonlít, amivel Belsazar Hacquet 1784-ben a magaslatot jellemezte. Egy másik elmélet szerint egy, a középkor végén-újkor legelején használatos köpenyről kapta a nevét, amely a Großglockner alakjára emlékeztet. Ezeken kívül egy feltevés szerint a Glocken szó a középkorban használatos Glogga szóból ered, ami az alpesi legelők nyájainak kolompjainak neve is volt. Esetleg egy helyi nyelvjárás szavából a klocken, vagyis mennydörgés szóból eredhet a neve, ami a jég-, és sziklaomlásokra emlékeztet. 
A viszonylag nagyszámú szláv népesség miatt az Alpok német hegyneveinek szlovén megfelelői is vannak. A hegy szlovén neve Veliki Klek, melynek az eredete hasonló lehet a német megfelelőjével.

## Elhelyezkedése

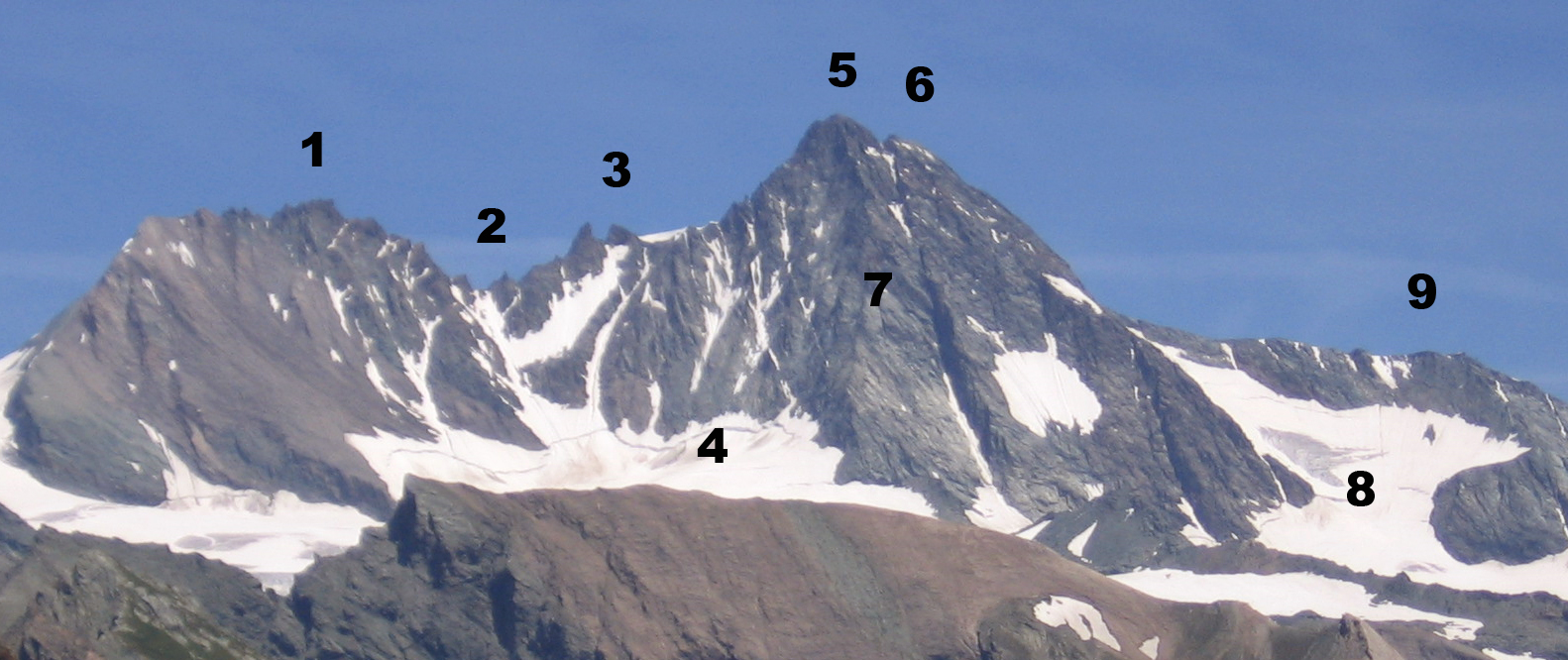
A Glockner-csoport csúcsai délnyugatról: 1=Glocknerwand, 2=Alacsony-Glocknerscharte, 3=Teufelshorn (balra) és Glocknerhorn (jobbra), 4=Teischnitzkees, 5=Großglockner, 6=Kleinglockner, 7= Stüdlgrat, 8=Ködnitzkees, 9=Adlersruhe

A Magas-Tauern központi részén, a Glockner-hegycsoport részeként, Ausztriában, Karintia és Kelet-Tirol határán fekszik. A hegycsoportot nyugatról az Isel völgye, keletről a Pasterze-gleccser zárja le, délről az Eiskögele gerince, északról a Salzach völgye határolja.
175 km-es sugarú körben nincs magasabb hegy, a legközelebbi magasabb kiemelkedés az olaszországi Ortler, melyet akár látni is lehet tiszta időben, ha a csúcson vagyunk.
Relatív magassága és lejtése is igen nagy, emiatt nehéz mászóterep, a Teischnitzkees hosszabb szakasza a 60°-os dőlésszöget is eléri. A Großglocknert és a Kleinglocknert, és a Pallavicinirinne és Ködnitzkees közötti éles törés egy „jégnyelő” vagyis egy jégfolyás vájta szakadék. A Pasterze 1300 méterre folyik. Magassága a tetején emelt Császár-kereszttel együtt 3801 méter.
A legközelibb település Kals am Großglockner, alig nyolckilométernyire.

## Kialakulása és geológiája

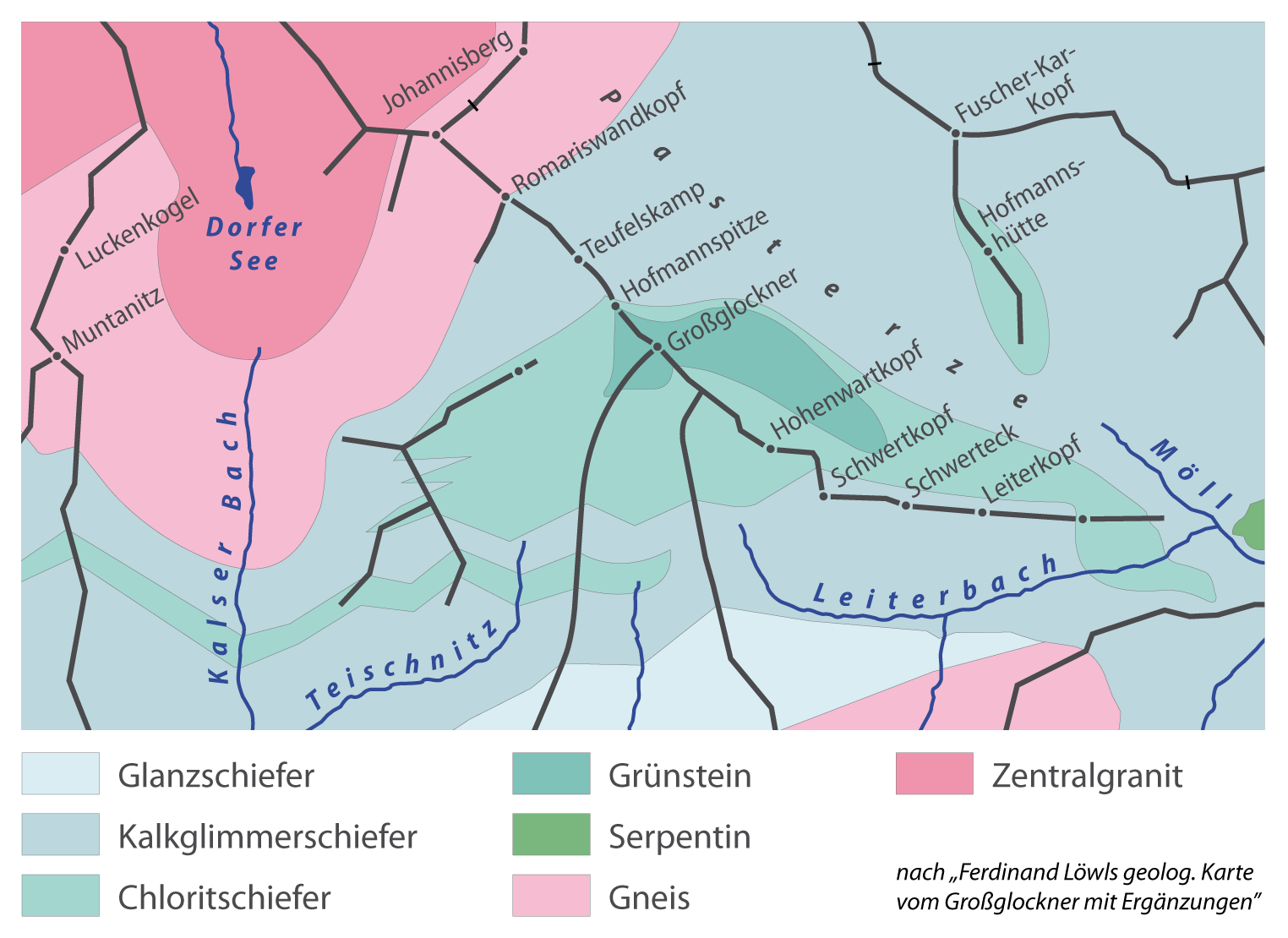
A hegy és környékének geológiai felépítése, Ferdinand Löwl 1898-ban készített munkája nyomán

100 millió évvel ezelőtt az Alpok felgyűrődésével együtt megkezdődött a Großglockner kialakulása. A Großglockner a Tauern-ablak központi részén, egy nyugat-keleti felgyűrődési zónában jött létre, végső formáját az erős erózió alakította ki. A gyűrődés kezdete során felszínre került kőzetek átbuktak, és a felszíntől számítva 10 kilométeres mélységre kerültek, amelyre új kőzetrétegek tolultak. Az átbukás során sok metamorf kőzet jött létre, köztük nagyszámú kristályos pala. A csúcs és környéke zöldpalából, és zöldkőből áll, melyek nagy keménységűek, így jól bírják az erózió hatásait. E két kőzet mellett törmelékkő, kvarc és fillit is részét képezi a Großglocknert felépítő kőzeteknek. A környező hegyek legfőbb összetevője a csillámpala. A Großglockner és Kleinglockner találkozásánál megfigyelhető egy hosszanti irányú törés, mely Pallavicinirinnét és Ködnitzkeest elválasztja.

## Történelme

### Első tanulmányozása
Először 1783-ban tanulmányozta a csúcsot Belsazar Hacquet francia természettudós a Ásványtani és botanikai utazásaim a Terglou-hegynél Krajnában és a Glocknernél Tirolban (németül: Mineralogisch-botanische Lustreise von dem Berg Terglou in Krain, zu dem Berg Glokner in Tyrol) melyet 1779-es és  1781-es utazásai alapján írt. Magasságát 2000 ölre (megközelítőleg 3793 m-re) becsülte, amely közel van a mai hivatalos méréshez. Utazásai nyomán készült az első metszet a hegyről és a Pasterzéről.

### 1799-es expedíció
Karintia érseke az 1780-as években a tudománnyal foglalkozó papjaival egy hegymászó-expedíciót kezdett előkészíteni, miután Horace-Bénédict de Saussure által előkészített expedíció feljutott a Mont Blancra. A tervezése 1786-ban kezdődött, első méréseik 1795-ben voltak, melyek nem voltak pontosak, csak a mászást segítette meg, majd az érsek három évvel később saját szemével mérte fel a környéket.
1799-ben az expedíció elindítása előtt két heiligenbluti hegyi vezetőt szerződtettek a túravezetéshez, a csúcsot 1799. augusztus 25-én, 12 órakor mászták meg, ezzel elsőként.

## Növényzet és állatvilág
Növényzete szubalpesi és alpesi növényekből állnak, a fahatár 2200 méter, az egybefüggő növényzeté 2700 méter, az ennél magasabban csak a gleccserboglárka és különféle, moha-, és zuzmófajok élnek meg. A zergék, mormoták és alpesi kőszáli kecskék képviselik az emlősöket. A sziklák között fakó- és szakállas keselyűk, illetve szirti sasok fészkelnek. Pár alpesi lepkefaj is előfordul, melyek a völgyekben gyakoriak.

## Fordítás
- Ez a szócikk részben vagy egészben  a   Großglockner című német Wikipédia-szócikk ezen változatának fordításán alapul.  Az eredeti cikk szerkesztőit annak laptörténete sorolja fel. Ez a jelzés csupán a megfogalmazás eredetét és a szerzői jogokat jelzi, nem szolgál a cikkben szereplő információk forrásmegjelöléseként.